# Patricia Kirkwood
Patricia Kirkwood (ur. 24 lutego 1921 w Pendleton, zm. 25 grudnia 2007 w Ilkley) – brytyjska aktorka teatralna i filmowa.
Grała w sztukach Noela Cowarda, Cole’a Portera i Leonarda Bernsteina. Była kochanką Księcia Filipa. Przyczyną śmierci aktorki była choroba Alzheimera.